# Discernimento
Discernimento (lat., discernere discernir, "separar", "dividir", "decidir"; lat., -mentum -mento, "meio", "instrumento") é a faculdade de escolher o certo, ter critério ou juízo; ou efeito de se distinguir com raciocínio sobre as coisas.
Além da utilização racional descrita acima, o termo discernimento possui acepções e é empregado nas seguintes linhas de pensamento: psicologia, filosofia e espiritualidade. A filosofia, por sua vez, pode ser considerada a disciplina que serve de apoio ao discernimento.

## Discernimento psicológico
Dentro da psicologia o discernimento pode ser entendido como sendo a percepção repentina uma nova relação dentro de uma vivência; mais especificamente em gestalt, o discernimento seria o ponto determinante no curso de uma aprendizagem.

## Discernimento espiritual

### Definição espiritual
Discernimento espiritual (ou discernimento de espíritos) é o nome dado ao processo de averiguação sobre a origem de dado impulso espiritual. Bom senso.

### Origem do termo
Tendo a sua origem, em seu sentido estrito, nos textos bíblicos (discernimento bíblico), trata-se de um método avalizado e aperfeiçoado ao longo da história do cristianismo pelos mestres da espiritualidade, de entre os quais merece destacar Santo Inácio de Loyola, autor dos Exercícios Espirituais, livro que discorre, precisamente, sobre os meios de discernimento dos impulsos da alma para que o exercitante encontre a autêntica vontade de Deus para si.
Na primeira carta de Paulo aos Coríntios, 12:10,  lê-se que "discernimento de espíritos" é um dom dado ao fiel pelo Espírito Santo. Não está claro o que realmente significa esse dom, porém, alguns teólogos defendem que o discernir espíritos, na verdade é a capacidade de se saber a fonte de onde se obtém os pensamentos, atos e palavras numa comunidade, isto é, se estes procedem de Deus, do Diabo e do Homem.